# ガルジュ＝レ＝ゴネス
ガルジュ＝レ＝ゴネス （Garges-lès-Gonesse）は、フランス、イル＝ド＝フランス地域圏、ヴァル＝ドワーズ県のコミューン。

## 地理・交通
パリ北部の郊外コミューンで、約15km離れている。
- 道路 - D125、D84
- 鉄道 - RER D線ガルジュ＝サルセル駅。

## 歴史

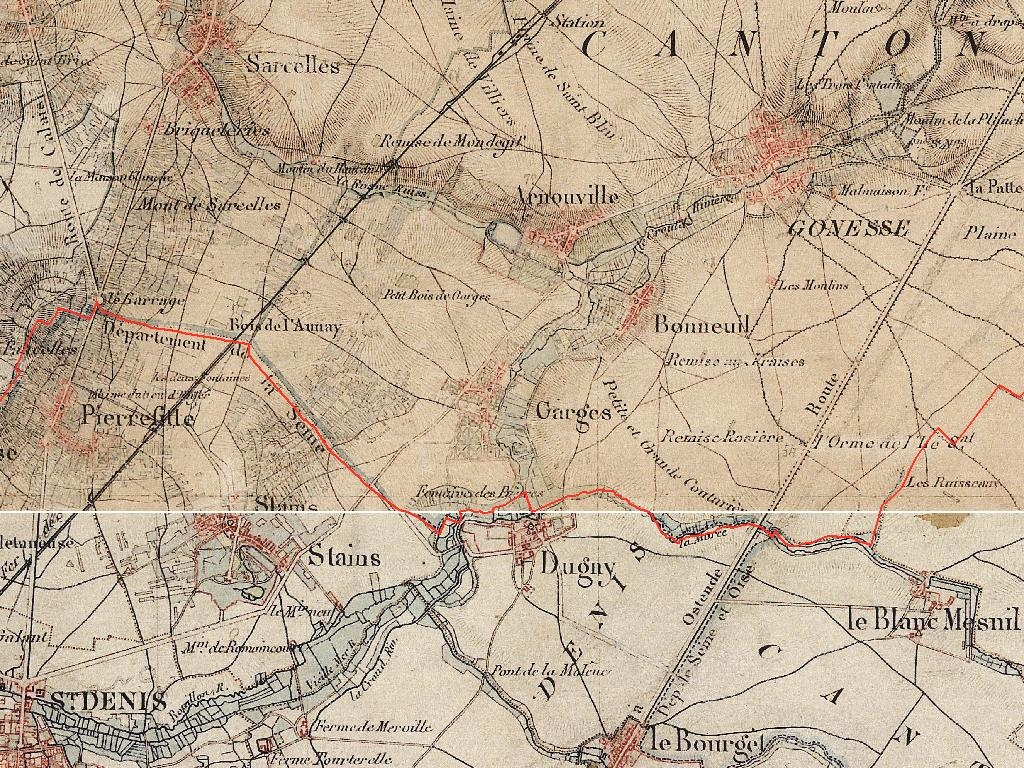
1870年頃の地図

ガルジュとは、抑留地を意味するゲルマン語のWardjaから派生している。
832年、ガルジュはGahareimの名でその存在が証明された。ガルジュは、当時大変な権力を持っていたサン＝ドニ修道院に依存していた。王の直轄領であった時代もあり、ガルジュは常に一人の領主に属していたわけでなかった。
18世紀、ガルジュの土地のほとんどを、アルヌヴィル伯爵ジャン・ド・マショー（fr）が購入し、大きな変更を加えた。当時の村の収入は、ワイン生産、石膏採掘、そして工芸品の売買であった。
1814年から1815年、村は略奪され広範囲に破壊された。普仏戦争では、前哨戦でプロイセン軍がガルジュを占領したため、住民は村を捨てて逃げた。1866年と1872年の調査において、村の人口の約20%が失われていた。
20世紀初頭に行政区画が刷新され、村はパリ郊外のコミューンとなった。村の変化は1960年代に突然やってきた。近接するサルセルから拡大し、低所得者用集合住宅群がガルジュにも建てられたのである。かつては農地であった、現在のガルジュ＝サルセル駅周辺には集合住宅が林立した。1958年から1969年にかけ、集合住宅の中でも最大級のものが、ローマ賞受賞建築家ノエル・ル・マレスキエの設計でラ・ダーム・ブランシュ地区に建てられた。当初の設計では7000世帯を収容するものだったが、事業は最終的に一部の4000世帯を完成させた。1950年代終わりから1970年代半ばまでに、合計で9500世帯用の集合住宅が完成した。
ヴュー・ペイ（Vieux-Pays）と呼ばれるかつての中心部は、現在の都市の中心部から東へわずかしか離れていない。

## 政治
1995年まで、ガルジュ＝レ＝ゴネス市長を務めていたのはフランス共産党のアンリ・キュキアマンであった。彼の三期目の最終年は、前例のない不安定な情勢と並行していた。1994年3月と6月の2度、暴動が起きた。ネリー・オラン率いる地元共和国連合が、翌年の自治体選挙で勝利を収める要因となった。